# آلدو زرگانی

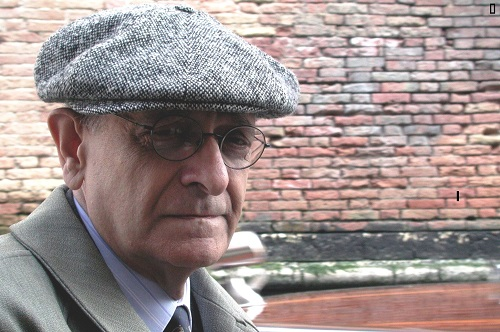
آلدو زرگانی

آلدو زرگانی (به ایتالیایی: Aldo Zargani)؛ (۷ اوت ۱۹۳۳ – ۱۸ اکتبر ۲۰۲۰) نویسنده و روشنفکر یهودی ایتالیایی بود که در رم زندگی می‌کرد. او نوشتن را در اوایل ۶۰ سالگی آغاز کرد. اولین و شناخته شده‌ترین کتاب او، تکنوازی برای ویولن (For Solo Violin) بود که در سال ۱۹۹۵ منتشر شد. زرگانی علاوه بر نوشتن زندگی‌نامه خود، با مقالات، سخنرانی‌ها و بازدید از مدرسه به بحث در مورد سیاست و فرهنگ یهودیان ایتالیا نیز می‌پرداخت.

## زندگی‌نامه
آلدو زرگانی در سال ۱۹۳۳ در تورین به دنیا آمد. در نیمه دوم سال ۱۹۳۸، زمانی که او پنج ساله بود، رژیم فاشیست مجموعه‌ای از قوانین ضد یهود را تصویب کرد که زندگی حدود ۴۶۰۰۰ یهودی را که در آن زمان در ایتالیا زندگی می‌کردند، تحت تأثیر قرار داد. قوانین تصویب شده: یهودیان از تحصیل یا تدریس در مدارس دولتی و خصوصی منع شدند، از ازدواج با غیریهودیان منع شدند، از حزب ملی فاشیست اخراج شدند و از اداره دولتی حذف شدند، از کتاب راهنمای تلفن و از ستون‌های آگهی ترحیم محروم شدند. پدر زرگانی، ماریو، نوازنده ویولا در ارکستر رادیو ملی، از شغل خود اخراج شد و آلدو و برادرش در یک مدرسه موقتی کردند که توسط جامعه یهودی تورین راه‌اندازی شده بود، تحصیل خود را ادامه دادند.
پس از اینکه شمال و مرکز ایتالیا توسط نیروهای آلمانی به دنبال آتش‌بس بین ایتالیا و متفقین در ۸ سپتامبر ۱۹۴۳ اشغال شد، اس اس و گشتاپو شروع به جمع‌آوری یهودیان کردند. پدر و مادر زرگانی دستگیر شدند اما برخلاف برخی دیگر از اعضای خانواده‌شان، تبعید نشدند. آلدو و برادرش یک سال در یک مدرسه شبانه‌روزی کاتولیک پنهان شدند.
پس از پایان جنگ جهانی دوم، زرگانی در تورین به زندگی خود ادامه داد و به عنوان بازیگر در دو گروه تئاتر مشغول به کار شد. او در این زمان با همسرش النا ماگوجا، بازیگر تئاتر و سینما آشنا شد. او با رادیو و تلویزیون دولتی ایتالیا RAI در تورین و سپس در رم همکاریش را شروع کرد. او در ۱۹۹۴ بازنشسته شد. او یک دختر به نام لینا و یک نوه به نام ماریو داشت که برای آنها تکنوازی ویولن را نوشت.
زرگانی از نظر سیاسی به چپ‌های ایتالیا گرایش داشت. او مدت‌ها عضو جناح چپ حزب سوسیالیست ایتالیا و از اعضای فعال گروه مارتین بوبر - اِبری پر لا پیس (یهودیان برای صلح) بود که حق مردم اسرائیل و فلسطین را برای داشتن کشورهای ملی مستقل و دارای حاکمیت به رسمیت می‌شناسد. بیشتر مقالات او بر روابط بین یهودیان و غیر یهودیان در ایتالیا یا کاربردهای سیاسی و تاریخی خاطره هولوکاست متمرکز است.